# V619 Возничего
V619 Возничего (лат. V619 Aurigae) — одиночная переменная звезда в созвездии Возничего на расстоянии (вычисленном из значения параллакса) приблизительно 11243 световых лет (около 3447 парсеков) от Солнца. Видимая звёздная величина звезды — от +11m до +10m.

## Характеристики
V619 Возничего — красная пульсирующая полуправильная переменная звезда типа SRB (SRB:) спектрального класса M. Эффективная температура — около 3286 K.